# Movimiento Independiente de Renovación
Movimiento Independiente de Renovación Absoluta (MIRA, deutsch Unabhängige Absolute Erneuerungsbewegung, spanisch für sieh!) ist eine sozio-politische Bewegung und Partei in Kolumbien. MIRA wird als der politische Arm der neocharismatischen Freikirche „Iglesia de Dios Ministerial de Jesucristo Internacional“ in Kolumbien betrachtet. Die Parteigründern sind Carlos Alberto Baena und Alexandra Moreno Piraquive.
Die Partei ist im Kongress der Republik Kolumbien mit drei Senatoren und mit einem Abgeordneten im Repräsentantenhaus vertreten. MIRA bezeichnet ihre politische Ausrichtung als „Miraismus“. Kennzeichnend dafür soll die Fokussierung auf das Individuum und dessen Fähigkeit zur Wandlung der Gesellschaft von unten her sein.

## Ausrichtung
Während andere evangelikale Parteien in Lateinamerika für gewöhnlich rechts-religiöse und neoliberale Positionen beziehen, vermeidet MIRA selbst die Einordnung in rechts oder links. In Fragen von Abtreibung und Gleichgeschlechtlichen Partnerschaften vertritt sie ablehnende Positionen. Des Weiteren wird der Vorrang des Allgemeinwohls vor dem Individuum betont und eine gewaltfreie Politik angestrebt. Die Wahllisten der Partei sind paritätisch zwischen Mann und Frau besetzt.